# 3460 Ashkova
3460 Ashkova è un asteroide della fascia principale. Scoperto nel 1973, presenta un'orbita caratterizzata da un semiasse maggiore pari a 3,1875159 UA e da un'eccentricità di 0,2143271, inclinata di 2,37495° rispetto all'eclittica.